# Utetes froggatti
Utetes froggatti är en stekelart som först beskrevs av David Timmins Fullaway 1950. 
Utetes froggatti ingår i släktet Utetes och familjen bracksteklar. Inga underarter finns listade i Catalogue of Life.